# Vallée d'Ikhwezi
Ikhwezi Vallis
Pour les articles homonymes, voir Ikhwezi.
La vallée d'Ikhwezi (désignation internationale : Ikhwezi Vallis) est une vallée située sur Vénus dans le quadrangle de Greenaway. Elle a été nommée en référence au nom zoulou de la planète Vénus.